# Двойная опасность (фильм, 1955)
«Двойная опасность» (англ. Double Jeopardy) — фильм нуар режиссёра Р. Г. Спрингстина, которые вышел на экраны в 1955 году.
Фильм рассказывает историю богатого девелопера Эммета Дивери (Джон Лител), которого арестовывают по подозрению в убийстве своего бывшего делового партнёра Сэма Бэгготта (Роберт Армстронг), который вымогал у него деньги. За расследование дела берётся юрист Эммета, Марк Хилл (Род Камерон), которому удаётся доказать, что Сэм погиб в результате несчастного случая, спровоцированного действиями его жены (Гейл Роббинс) и её любовника (Джек Келли), которые пытались завладеть 10 тысячами долларов, которые Сэм намеревался получить от Эммета, и сбежать с ними в Мексику.
Фильм получил весьма сдержанные отзывы критики.

## Сюжет
В Лос-Анджелесе немолодой пьяный мужчина Сэм Бэгготт (Роберт Армстронг) вечером возвращается домой с кучей денег в кармане. Из окна своей квартиры он видит, как к дому на кабриолете подъезжает его молодая красавица-жена Мардж (Гейл Роббинс) открыто целуясь со своим любовником, торговцем подержанными автомобилями Джеффом Колдером (Джек Келли). Когда Мардж заходит в квартиру, разъярённый Сэм бьёт её, после чего она тут же заявляет, что уходит от него и начинает собирать чемоданы. Сэм готов пойти на всё, чтобы удержать Мардж, и отдаёт ей все принесённые им деньги. Тем временем крупный девелопер Эммет Дивери (Джон Лител) ведёт подготовку к реализации крупного проекта в области жилищного строительства. На совещании в своём офисе Эммет неожиданно и без объяснения причин отказывается от предложения своего юриста Марка Хилла (Род Камерон) привлечь выходные правительственные кредиты к реализации проекта. Позднее, когда они остаются наедине, Марк, который очень близок с Эмметом и собирается жениться на его дочери Барбаре (Эллисон Хэйс), спрашивает у честного и доброжелательного Эммета, всё ли с ним в порядке, однако тот отказывается объяснять причины своего поведения.
На следующий день на стоянке магазина «Весёлый Гарри», торгующего подержанными автомобилями, Мардж отдаёт Джеффу деньги полученные от мужа, рассказывая ему, что в своё время вышла замуж за Сэма, поскольку у него было 10 тысяч долларов, полученных от неизвестного друга. Эти деньги однако вскоре закончились, после чего Сэм стал приносить домой от друга по 500 долларов ежемесячно. Услышав про 10 тысяч долларов, Джек уговаривает Мардж заставить Сэма ещё раз получить от «друга» эту сумму, обещая, что если они завладеют этими деньгами, то уедут вместе в Мексику. Влюблённая Мардж обещает Джеку, что сможет получить с мужа эти деньги. Вернувшись домой, Мардж угрожает Сэму, что уйдёт от него, если он не даст ей 10 тысяч, после чего Сэм звонит «другу», требуя эти деньги. Как выясняется, «другом», который платит Сэму деньги, является Эммет. Они встречаются в пустынном месте на Малхолланд-драйв, при этом Сэм не знает, что за ним следит Джефф. В ходе разговора Эммет заявляет, что в своё время, когда Сэм только вышел из тюрьмы, он решил заплатить за его молчание, чтобы избежать скандала, грозившего разрушить репутацию его успешного бизнеса, а также скрыть от дочери Барбары обстоятельства своего прошлого. Теперь же Эммет принял решение больше не платить Сэму ни 10 тысяч долларов, ни 500 долларов ежемесячно, и обо всём честно рассказать дочери. Посоветовав Сэму самому начать зарабатывать, Эммет садится в машину и уезжает. В этот момент появляется Джефф, уверенный в том, что 10 тысяч уже у Сэма. Он требует отдать ему деньги, обещая, что немедленно бросит Мардж, однако Сэм со словами, что денег у него нет, садится за руль и собирается уехать. Джефф вцепляется в него, начиная драку, машина даёт задний ход, и срывается с обрыва. Джек успевает отскочить в сторону и уезжает.
После того, как находят тело Сэма, лейтенант полиции Фрид (Джон Гэллодет) узнаёт от Мардж, что Сэм, вероятно, с помощью шантажа регулярно получал от кого-то деньги. Вскоре по рисунку протектора от «Роллс-ройса» на месте преступления полиция устанавливает, что в день смерти Сэм встречался там с Эмметом. Дома при встрече с Фридом в присутствии Марка и Барбары Эммет рассказывает, что в своё время он и Сэм были партнёрами в совместном строительном бизнесе в Филадельфии. Двадцать лет назад собранные ими деньги инвесторов на очередной проект исчезли, после чего Сэм был получил пятилетний тюремный срок за растрату. За это время Эммет, сменив фамилию, создал новую компанию, добившись заметных коммерческих успехов. После выхода Сэма из тюрьмы, тот потребовал у него денег, и Эммет заключив, что деловая репутация для него дороже денег, заплатил Сэму 10 тысяч, за затем стал платить по 500 долларов ежемесячно. Эммет просит прощения у Барбары, что скрыл от неё травмирующие обстоятельства своего прошлого, а также объясняет Марку, почему он опасался брать правительственные кредиты, так как при их рассмотрении неминуемо вскрылось бы его прошлое. Фрид, заключив, что у Эммета был мотив и была возможность убить Сэма, арестовывает его по подозрению в убийстве. В телефонном разговоре Джек скрывает от Мардж, что следил за Сэмом и был на месте преступления, делая вид, что ожидает возвращения Сэма с деньгами. Мардж, не зная, что произошло с Сэмом, отказывается давать какую-либо дополнительную информацию, как Фриду, так и Марку.
Видя, что Фрид не собирается искать других подозреваемых, Марк, убеждённый в порядочности Сэма, начинает собственное расследование. Выяснив, что в момент гибели Сэм был в автомобиле из магазина «Весёлого Гарри», он приезжает к его владельцу, устанавливая, что его сотрудник Джек Колдер часто встречался у магазина с Мардж, которую он опознал по фото. Марк приезжает в дом, где Бэгготы снимают квартиру, выясняя у домовладелицы миссис Кризи (Минерва Урекал), что в отсутствие Сэма Мардж часто приводила в квартиру Джека, с которым занималась любовью. Она знает это точно, поскольку её квартира расположена прямо под квартирой Бэгготов, и через технологическое отверстие она прекрасно слышит всё, что происходит в их квартире. Тем временем Мардж сообщают, что Сэм погиб, и никаких денег при нём найдено не было. Чтобы раскрыть дело, Марк решает пойти на хитрость. Во время очередной встречи в тюрьме он просит Эммета написать фиктивное признание в том, что при последней встрече он передал Сэму 10 тысяч долларов. Это признание Марк показывает Мардж, после чего спускается к миссис Кризи, где вместе с Барбарой слышит, как Мардж звонит Джеку. В разговоре Мардж обвиняет любовника в том, что он забрал себе деньги, так как только он знал о том, что Сэм поехал на эту встречу и с какой целью. Когда Мардж выходит из дома и едет к магазину «Весёлый Гарри», Марк и Барбара следуют за ней. У магазина Джефф говорит Мардж, что действительно забрал деньги, просто не говорил её об этом, чтобы она не выдала себя властям. Он предлагает немедленно поехать и отрыть деньги, после чего сразу же отправиться в Мексику. Они приезжают на ту же площадку, где погиб Сэм, где Джефф пытается убить Мардж, однако Марк, который продолжал следить за ними, вовремя вмешивается и спасает Мардж. Начинается драка между Джеффом и Марком в то время, как Мардж пытается сбежать. Увидев на дороге внизу полицейскую машину, Барбара, которая приехала вместе с Марком, отчаянно подаёт из автомобиля звуковой сигнал. Услышав его, вскоре подъезжают полицейские во главе с Фридом, которые разнимают драку и арестовывают Джеффа и Мардж. Как выясняется, они следили за Марком от дома Мардж, где была установлена засада. Фрид говорит Барбаре, что теперь с её отца сняты все обвинения, и влюблённые обнимают друг друга.

## В ролях
- Род Камерон — Марк Хилл
- Гейл Роббинс — Мардж Бэгготт
- Эллисон Хэйс — Барбара Дивери
- Джек Келли — Джефф Колдер
- Джон Лител — Эммет Дивери
- Роберт Армстронг — Сэм Бэгготт
- Джон Гэллодет — лейтенант полиции Фрид
- Минерва Урекал — миссис Кризи
- Том Пауэрс — Гарри Шелдон
- Дик Эллиотт — Счастливый Гарри

## Создатели фильма и исполнители главных ролей
Режиссёр Р. Г. Спрингстин в период между 1945 и 1970 годами поставил 72 в основном малобюджетных фильма, из которых 45 были вестернами. К числу его наиболее популярных картин относятся вестерны «Разборка» (1963), «Пуля для негодяя» (1964), «Чёрные шпоры» (1965), «Джонни Рино» (1966), а также мелодрама «Возвращайся следующей весной» (1956) и криминальная драма «Операция „Эйхманн“» (1961).
Род Камерон также более всего известен по ролям в вестернах категории В, среди которых «Девушка фронтира» (1945), «Пэнхандл» (1948), «Бримстоун» (1949), «Юго-западный переход» (1953), «Стальная леди» (1953), «Переход в Санта-Фе» (1955) и «Охотник за головами» (1965).
Гейл Роббинс играла преимущественно роли второго плана, в частности, в мюзиклах «Парочка Баркли с Бродвея» (1949), «Три маленьких слова» (1950), «Красавица Нью-Йорка» (1951) и «Джейн-катастрофа» (1953), а также фильмы нуар «Уличная гонка» (1948), «Между полночью и рассветом» (1950) и «Девушка в розовом платье» (1955).
Эллисон Хэйс известна по главным ролям в серии малобюджетных фильмов ужасов, таких как «Немёртвые» (1957), «Неземное» (1957), «Зомби Мора Тау» (1957), «Бестелесные» (1957) и «Атака 50-футовой женщины» (1958), по фильмам нуар «Чикагский синдикат» (1955), «Стальные джунгли» (1957) и «Тайны Гонконга» (1958), а также по шпионскому триллеру «Пирс 5, Гавана» (1959).

## Название и другие версии фильма
Рабочее название фильма — «Преступный круг» (англ.  The Crooked Ring). Фильм находился в производстве впервой половине марта 1955 года и вышел на экраны 23 июня 1955 года.
Изменённая версия этого фильма под названием «Пока смерть не разлучит нас» (англ.  Death Do Us Part) вышла в эфир в рамках телеальманаха «Видеотеатр „Люкс“» 15 мая 1957 года, главные роли в ней сыграли Алексис Смит и Кент Смит.

## Оценка фильма критикой
Современные критики дают фильму весьма сдержанную оценку. Так, Стив Пресс назвал его «лишённым особого саспенса фильмом, который тем не менее доставляет наслаждение своим показом денег как афродизиака для нелегальных любовников и как причину для их взаимного обмана». Историк кино Майкл Кини оценил его как «вызывающий зевоту» фильм «об алчности и взаимном недоверии, которые приводят любовников к краху». А специалист по фильмам нуар Тони Д’Анджело написал, что «это непритязательный триллер категории В, который лишь отчасти носит нуаровый характер, с высоким фактором низкопробности. Хорошие парни — деревянные и скучные, а плохие парни неисправимо плохи. Бульварный рай».